# Onthophagus spiculatus
Onthophagus spiculatus là một loài bọ cánh cứng trong họ Bọ hung (Scarabaeidae).